# Borovnice (Rychnov nad Kněžnou-i járás)
Borovnice település Csehországban, Rychnov nad Kněžnou-i járásban. Borovnice Krchleby, Koldín, Sudslava, Skořenice, Kostelecké Horky, Lhoty u Potštejna és Chleny településekkel határos. Lakosainak száma 388 fő (2024. január 1.).

## Népesség
A település lakosságának változását az alábbi diagram mutatja:
| Lakosok száma | 736  | 758  | 687  | 511  | 406  | 371  | 377  | 396  | 396  | 388  |
|               | 1869 | 1890 | 1921 | 1950 | 1980 | 2001 | 2017 | 2019 | 2022 | 2024 |